# Artesisk brønd
En artesisk brønd er en vandkilde, hvor grundvandet presses op ad bakke uden behov for at pumpes. Når trykket er stort nok, vil vandet sprøjte op af sig selv.
Vandet siver ind fra omkringliggende højder og samles i en skålformet fordybning af porøse sten som kalksten eller sandsten. Dette lag er igen dækket af et næsten tætsluttende låg af ikke-porøs sten eller aflejring. Når låget er tungt, vil vandet blive presset ud og op, i lighed med når vand klemmes ud af en svamp.
Navnet stammer fra den tidligere franske provins Artois, hvor lignende brønde boredes fra 1126 af munke.
Mange ellers ubeboelige områder af verden bliver i dag holdt i live ved hjælp af disse grundvandsbassiner. Flere steder har udnyttelsen ført til at trykket er mindsket, og man har måttet gå stadig dybere for at få vand, som til sidst må pumpes op. I princippet ligner processen den samme som med en oliebrønd.